# Campionats del món de ciclisme en ruta de 2018
Els Campionats del món de ciclisme en ruta de 2018 es disputaren del 22 al 30 de setembre de 2018 a Innsbruck, a Àustria.

## Programa de les proves
| 23 de setembre            | 10h 10'        | 12h 05'        | Contrarellotge per equips femenins  | 54,5 km        | 54,5 km           |        |        |        |        |
| 23 de setembre            | 14h 40'        | 17h 05'        | Contrarellotge per equips masculins | 62,8 km        | 62,8 km           |        |        |        |        |
| Contrarellotge individual |                |                |                                     |                |                   |        |        |        |        |
| 24 de setembre            | 10h 10'        | 14h 40'        | Contrarellotge femenina júnior      | 20 km          | 20 km             |        |        |        |        |
| 24 de setembre            | 14h 40'        | 16h 50'        | Contrarellotge masculina sub-23     | 27,8 km        | 27,8 km           |        |        |        |        |
| 25 de setembre            | 10h 10'        | 12h 40'        | Contrarellotge masculina júnior     | 27,8 km        | 27,8 km           |        |        |        |        |
| 25 de setembre            | 14h 40'        | 16h 50'        | Contrarellotge femenina             | 27,8 km        | 27,8 km           |        |        |        |        |
| 26 de setembre            | 14h 10'        | 17h 10'        | Contrarellotge masculina            | 52,5 km        | 52,5 km           |        |        |        |        |
| Cursa en línia            | Cursa en línia | Cursa en línia | Cursa en línia                      | Cursa en línia | Voltes            | Voltes | Voltes | Voltes | Voltes |
| 27 de setembre            | 9h 10'         | 11h 15'        | Cursa en línia femenina júnior      | 71,7 km        | 1 curta           |        |        |        |        |
| 27 de setembre            | 14h 40'        | 18h 15'        | Cursa en línia masculina júnior     | 132,4 km       | 2 curtes          |        |        |        |        |
| 28 de setembre            | 12h 10'        | 18h 50'        | Cursa en línia masculina sub-23     | 179,9 km       | 4 curtes          |        |        |        |        |
| 29 de setembre            | 12h 10'        | 18h 45'        | Cursa en línia femenina             | 156,2 km       | 3 curtes          |        |        |        |        |
| 30 de setembre            | 9h 40'         | 16h 50'        | Cursa en línia masculina            | 258,5 km       | 6 curtes 1 llarga |        |        |        |        |

## Resultats

### Proves professionals
| Prova                                      | Or | Or            | Plata | Plata       | Bronze | Bronze      |
| Proves masculines professionals            | |               | |             | |             |
| Cursa en línia masculina detalls           | Alejandro Valverde (ESP) | 6h 46' 41"    | Romain Bardet (FRA) | + 0"        | Michael Woods (CAN) | + 0"        |
| Contrarellotge masculina detalls           | Rohan Dennis (AUS) | 1h 03' 02.57" | Tom Dumoulin (NED) | + 1' 21.09" | Victor Campenaerts (BEL) | + 1' 21.62" |
| Contrarellotge per equips masc. detalls    | Quick-Step Floors | 1h 07' 25.94" | Team Sunweb | + 18.46"    | BMC Racing Team | + 19.55"    |
| Contrarellotge per equips masc. detalls    | Kasper Asgreen (DEN) · Laurens De Plus (BEL) · Bob Jungels (LUX) · Yves Lampaert (BEL) · Maximilian Schachmann (GER) · Niki Terpstra (NED) | 1h 07' 25.94" | Tom Dumoulin (NED) · Chad Haga (EUA) · Wilco Kelderman (NED) · Søren Kragh Andersen (DEN) · Michael Matthews (AUS) · Sam Oomen (NED)              | + 18.46"    | Patrick Bevin (NZL) · Damiano Caruso (ITA) · Rohan Dennis (AUS) · Stefan Küng (SUI) · Greg Van Avermaet (BEL) · Tejay van Garderen (EUA) | + 19.55"    |
| Proves femenines elit                      | |               | |             | |             |
| Cursa en línia femenina detalls            | Anna van der Breggen (NED) | 4h 11' 04"    | Amanda Spratt (AUS) | + 3' 42"    | Tatiana Guderzo (ITA) | + 5' 26"    |
| Contrarellotge femenina detalls            | Annemiek van Vleuten (NED) | 34' 25.36"    | Anna van der Breggen (NED) | + 28.99"    | Ellen van Dijk (NED) | + 1' 25.19" |
| Contrarellotge per equips femenins detalls | Canyon-SRAM | 1h 01' 46.60" | Boels-Dolmans | + 21.90"    | Team Sunweb | + 28.67"    |
| Contrarellotge per equips femenins detalls | Alena Amialiusik (BLR) · Alice Barnes (GBR) · Hannah Barnes (GBR) · Elena Cecchini (ITA) · Lisa Klein (GER) · Trixi Worrack (GER)          | 1h 01' 46.60" | Chantal Blaak (NED) · Karol-Ann Canuel (CAN) · Amalie Dideriksen (DEN) · Christine Majerus (LUX) · Amy Pieters (NED) · Anna van der Breggen (NED) | + 21.90"    | Lucinda Brand (NED) · Leah Kirchmann (CAN) · Liane Lippert (GER) · Pernille Mathiesen (DEN) · Coryn Rivera (EUA) · Ellen van Dijk (NED)  | + 28.67"    |

### Proves sub-23
| Prova                                   | Or                 | Or         | Plata                 | Plata    | Bronze                  | Bronze   |
| Proves sub-23                           |                    |            |                       |          |                         |          |
| Cursa en línia masculina sub-23 detalls | Marc Hirschi (SUI) | 4h 24' 05" | Bjorg Lambrecht (BEL) | + 15"    | Jaakko Hänninen (FIN)   | + 15"    |
| Contrarellotge masculina sub-23 detalls | Mikkel Bjerg (DEN) | 32' 31.05" | Brent Van Moer (BEL)  | + 33.47" | Mathias Norsgaard (DEN) | + 38.30" |

### Proves júniors
| Prova                                   | Or                         | Or         | Plata                  | Plata       | Bronze                    | Bronze      |
| Proves masculines júniors               |                            |            |                        |             |                           |             |
| Cursa en línia masculina júnior detalls | Remco Evenepoel (BEL)      | 3h 03' 49" | Marius Mayrhofer (GER) | + 1' 25"    | Alessandro Fancellu (ITA) | + 1' 38"    |
| Contrarellotge masculina júnior detalls | Remco Evenepoel (BEL)      | 33' 15.24" | Lucas Plapp (AUS)      | + 1' 23.66" | Andrea Piccolo (ITA)      | + 1' 37.62" |
| Proves femenines júniors                |                            |            |                        |             |                           |             |
| Cursa en línia femenina júnior detalls  | Laura Stigger (AUT)        | 1h 56' 26" | Marie Le Net (FRA)     | + 0"        | Simone Boilard (CAN)      | + 0"        |
| Contrarellotge femenina júnior detalls  | Rozemarijn Ammerlaan (NED) | 27' 02.95" | Camilla Alessio (ITA)  | + 6.80"     | Elynor Bäckstedt (GBR)    | + 17.94"    |

## Medaller
| Posició | País          | Or | Plata | Bronze | Total |
| 1       | Països Baixos | 3  | 3     | 2      | 8     |
| 2       | Bèlgica       | 3  | 2     | 1      | 6     |
| 3       | Austràlia     | 1  | 2     | 0      | 3     |
| 3       | Alemanya      | 1  | 2     | 0      | 3     |
| 5       | Dinamarca     | 1  | 0     | 1      | 2     |
| 6       | Àustria       | 1  | 0     | 0      | 1     |
| 6       | Espanya       | 1  | 0     | 0      | 1     |
| 6       | Suïssa        | 1  | 0     | 0      | 1     |
| 9       | França        | 0  | 2     | 0      | 2     |
| 10      | Itàlia        | 0  | 1     | 3      | 4     |
| 11      | Canadà        | 0  | 0     | 2      | 2     |
| 12      | Finlàndia     | 0  | 0     | 1      | 1     |
| 12      | Regne Unit    | 0  | 0     | 1      | 1     |
| 12      | Estats Units  | 0  | 0     | 1      | 1     |
| Total   | Total         | 12 | 12    | 12     | 36    |